# Lepidophyma
Lepidophyma – rodzaj jaszczurek z rodziny nocówkowatych (Xantusiidae).

## Zasięg występowania
Rodzaj obejmuje gatunki występujące w Meksyku, Belize, Gwatemali, Hondurasie, Salwadorze, Nikaragui, Kostaryce i Panamie. 

## Systematyka

### Etymologia
Lepidophyma: λεπις lepis, λεπιδος lepidos „łuska, płytka”, od λεπω lepō „łuszczyć”; φυμα phuma, φυματος phumatos „guz, wrzód”.

### Podział systematyczny
Do rodzaju należą następujące gatunki: 

- Lepidophyma chicoasensis Álvarez & Valentin, 1988
- Lepidophyma cuicateca Canseco-Marquez, Gutiierez-Mayen & Mendoza-Hernandez, 2008
- Lepidophyma dontomasi (Smith, 1942)
- Lepidophyma flavimaculatum Duméril, 1851 – nocówka żółtoplama[5]
- Lepidophyma gaigeae Mosauer, 1936
- Lepidophyma inagoi Palacios-Aguilar, Santos-Bibiano & Flores-Villela, 2018
- Lepidophyma jasonjonesi Grünwald, Reyes-Velasco, Ahumada-Carrillo, Montaño-Ruvalcaba, Franz-Chávez, La Forest, Ramírez-Chaparro, Terán-Juárez & Borja-Jiménez, 2023
- Lepidophyma lineri Smith, 1973
- Lepidophyma lipetzi Smith & del Toro, 1977
- Lepidophyma lowei Bezy & Camarillo, 1997
- Lepidophyma lusca Arenas-Moreno, Muñoz-Nolasco, Bautista-Del Moral, Rodríguez-Miranda, Domínguez-Guerrero & Méndez-de la Cruz, 2021
- Lepidophyma mayae Bezy, 1973
- Lepidophyma micropholis Walker, 1955
- Lepidophyma occulor Smith, 1942
- Lepidophyma pajapanensis Werler, 1957
- Lepidophyma radula (Smith, 1942)
- Lepidophyma ramirezi Lara-Tufiño & Nieto-Montes de Oca, 2021
- Lepidophyma reticulatum Taylor, 1955
- Lepidophyma smithii Bocourt, 1876
- Lepidophyma sylvaticum Taylor, 1939
- Lepidophyma tarascae Bezy, Webb & Álvarez, 1982
- Lepidophyma tuxtlae Werler & Shannon, 1957
- Lepidophyma zongolicum García-Vázquez, Canseco-Marquez & Aguilar-López, 2010